# 30 maj
30 maj är den 150:e dagen på året i den gregorianska kalendern (151:a under skottår). Det återstår 215 dagar av året.

## Återkommande bemärkelsedagar

### Nationaldagar
- Kroatiens nationaldag (till minne av det kroatiska parlamentet konstituerande år 1990. Ej att förväxla med självständighetsdagen 25 juni.)
- Anguilla: Anguilladagen (till minne av utbrottet av anguillanska revolutionen mot det brittiska styret 1967)

## Namnsdagar

### I den svenska almanackan
- Nuvarande – Vera och Veronika
- Föregående i bokstavsordning
  - Basileios – Namnet fanns, till minne av den grekiske biskopen Basileios den store, som levde på 300-talet på dagens datum före 1901, då det utgick.
  - Frej – Namnet infördes 1986 på 19 september. 1993 flyttades det till dagens datum och 2001 till 23 januari.
  - Fritiof – Namnet infördes på dagens datum 1901 i formen Fritjof. 1993 ändrades den till Fritiof och 2001 flyttades det till 18 februari.
  - Majny – Namnet infördes på dagens datum 1986, men utgick 1993.
  - Majvi – Namnet har gått samma väg som Majny, genom att införas på dagens datum 1986, men utgå 1993.
  - Vera – Namnet infördes 1986 på 8 december, men flyttades 2001 till dagens datum.
  - Veronika – Namnet fanns fram till 1718 på 4 februari. Detta år flyttades det, för att på 4 februari bereda plats för Ansgarius, till 17 augusti, där det fanns fram till 1776, då det utgick, för att bereda plats åt Verner. 1986 återinfördes det, återigen på 17 augusti, där det fanns fram till 2001, då det flyttades till dagens datum.
- Föregående i kronologisk ordning
  - Före 1901 – Basilius
  - 1901–1985 – Fritjof
  - 1986–1992 – Fritjof, Majny och Majvi
  - 1993–2000 – Fritiof och Frej
  - Från 2001 – Vera och Veronika
- Källor
  - Brylla, Eva (red.): Namnlängdsboken, Norstedts ordbok, Stockholm, 2000. ISBN 91-7227-204-X
  - af Klintberg, Bengt: Namnen i almanackan, Norstedts ordbok, Stockholm, 2001. ISBN 91-7227-292-9

### Finlandssvenska almanackan
- Nuvarande från 1929[1] – Rurik
- I föregående revideringar[a][2]
  - inga ändringar sedan 1929

## Händelser
- 1431 – Den franska bondflickan och härledaren Jeanne d'Arc bränns på bål i Rouen, sedan engelsmännen har dömt henne till döden för kätteri. När hon har brunnit upp skrapar man liket rent på kol, för att visa att hon inte har undkommit med livet i behåll, varefter man bränner liket två gånger, för att förhindra att någon del av hennes kropp tas om hand, för att bli relik, varefter man slänger askan i floden i Seine. När hon 1920 blir helgonförklarad får hon 30 maj som sin helgondag.
- 1574 – Då den franske kungen Karl IX avlider i tuberkulos 23 år gammal efterträds han samma dag av sin bror Henrik III, som sedan året före är kung av Polen och Litauen. Eftersom Henrik befinner sig i Polen vid tillfället får han inte nyheten om Karls död förrän i mitten av juni och beger sig då skyndsamt till Frankrike, för att bestiga den franska tronen. Detta leder till en konstitutionell kris i Polen, där parlamentet till slut meddelar Henrik, att han ska anses förlustig den polska kronan, om han inte har återvänt till Polen senast den 12 maj 1575.
- 1635 – Den tysk-romerske kejsaren Ferdinand II sluter fred i Prag med kurfurst Johan Georg I av Sachsen och katolska ligan. Freden innebär att alla områden i Tyskland ska behålla den trosriktning (katolicism eller protestantism) som de hade den 12 november 1627, att Bayern övertar Pfalz ställning som kurfurstendöme, att Sachsen övertar Lausitz från Böhmen, att man ska bilda en gemensam tysk rikshär, att alla särförbund, både katolska ligan och det protestantiska Heilbronnförbundet ska upplösas och att alla som har burit vapen mot kejsaren får amnesti. Freden är ett försök att göra slut på det pågående trettioåriga kriget, vilket dock misslyckas, eftersom de utländska makterna i Tyskland (Sverige och Frankrike) vägrar gå med på att lämna landet och istället sluter förbund mot de tyska staterna, varpå kriget fortsätter till 1648.
- 1814 – Frankrike sluter fred i Paris med sina fiender Preussen, Ryssland, Storbritannien, Sverige och Österrike, vilket avslutar sjätte koalitionskriget, som har varat sedan 1812. Den franske kejsaren Napoleon I, som har abdikerat den 11 april, går därmed med på att gå i landsflykt till den italienska medelhavsön Elba. Sverige återlämnar ön Guadeloupe till Frankrike, vilken genom brittisk försorg har varit i svenska händer sedan våren 1813, i utbyte mot att Frankrike tillåter den svenske kronprinsen Karl (XIV) Johans plan att erövra Norge från Danmark och Storbritannien kompenserar Sverige för förlusten av ökolonin, genom att senare skänka Sverige 24 miljoner franc, vilket blir grunden för den så kallade Guadeloupefonden.
- 1866 – Tonsättaren Bedřich Smetanas komiska opera Brudköpet, med libretto av Karel Sabina, har urpremiär i Prag. Den blir sedermera något av en tjeckisk nationalopera, eftersom den innehåller tjeckiska dansrytmer som polka och furiant och anses som en milstolpe i den tjeckiska musikens utveckling.
- 1967 – Biafra förklarar sig självständigt från Nigeria,[3] men då den nigerianska centralmakten vägrar erkänna regionens självständighet leder detta till att det så kallade Biafrakriget utbryter den 6 juli samma år och att Biafra efter att ha kapitulerat 1970 åter inlemmas i Nigeria.
- 1971 – Europarådets avtal om au pair-placering, som har antagits 1969, träder i kraft.[4] Det innebär att au pair-placerade personer varken ska räknas som hushållspersonal eller studenter. Till dags dato (2025) har endast sex stater godkänt avtalet (Luxemburg har till och med sagt upp det 2002) och även om det har föreslagits att Sverige ska godkänna det har så ännu inte skett.
- 1982 – Spanien blir medlem i den västliga försvarsalliansen Nato och blir därmed det sista landet som blir medlem före Berlinmurens fall och kalla krigets slut. Efter dessa händelser utvidgas alliansen under 1990-talet och 2000-talet med flera östeuropeiska länder, men först efter att dess huvudmotståndare Warszawapakten upplösts.
- 2008 – Konventionen om klusterammunition antas.

## Födda
- 1220 – Alexander Nevskij, rysk nationalhjälte och helgon, storfurste av Novogorod och Vladimir 1252–1263
- 1594 – Gottfried Heinrich zu Pappenheim, tysk militär och riksgreve
- 1617 – Magnus Durell, svensk vice hovrättspresident, minister i Danmark 1646–1657, landshövding i Kristianstads och Blekinge län 1669–1677
- 1672 – Peter den store, tsar av Ryssland 1682–1725
- 1757 – Henry Addington, brittisk politiker, Storbritanniens premiärminister 1801–1804
- 1778 – Richard Skinner, amerikansk jurist och demokratisk-republikansk politiker, guvernör i Vermont 1820–1823
- 1815 – Carl Edward Norström, svensk järnvägsbyggare och ingenjör
- 1845 – Amadeus I, kung av Spanien 1870–1873
- 1846 – Peter Carl Fabergé, rysk guldsmed, mest känd för de så kallade Fabergéäggen
- 1862 – Anton Ažbe, slovensk konstnär
- 1864 – Rudolf Abelin, svensk trädgårdsodlare
- 1887 – Alexander Archipenko, ukrainsk-amerikansk skulptör
- 1889 – Mortimer R. Proctor, amerikansk republikansk politiker, guvernör i Vermont 1945–1947
- 1896 – Howard Hawks, amerikansk regissör
- 1898 – Hjalmar Gullberg, svensk författare, ledamot av Svenska Akademien 1940–1961
- 1900 – Curt Siwers, svensk skådespelare
- 1908
  - Hannes Alfvén, svensk fysiker, mottagare av Nobelpriset i fysik 1970
  - Mel Blanc, amerikansk röstskådespelare
- 1909 – Benny Goodman, amerikansk klarinettist och orkesterledare
- 1912 – Julius Axelrod, amerikansk biokemist, mottagare av Nobelpriset i fysiologi eller medicin 1970
- 1913 – Pee Wee Erwin, amerikansk jazztrumpetare
- 1918 – Martin Lundström, svensk längdskidåkare
- 1922 – Lisbeth Bodin, svensk sångare och skådespelare
- 1926 – Christine Jorgensen, amerikansk soldat, den första i världen som genomgick en lyckad könsbytesoperation
- 1928 – Agnès Varda, belgisk regissör
- 1933 – Henrik Svenungsson, svensk präst, biskop i Stockholms stift 1988–1998
- 1934 – Aleksej Leonov, rysk kosmonaut som genomförde världens första rymdpromenad 1965
- 1939 – Iwar Wiklander, svensk skådespelare
- 1940 – Jan Lööf, svensk konstnär, författare, serietecknare och jazzmusiker
- 1950 – Jan van der Schaaf, svensk operasångare
- 1951 – Stephen Tobolowsky, amerikansk skådespelare
- 1954 – Johan Ulveson, svensk skådespelare och komiker
- 1955 – Brian Kobilka, amerikansk läkare och professor, mottagare av Nobelpriset i kemi 2012
- 1958 – Marie Fredriksson, svensk artist, sångare och låtskrivare
- 1959 – Elyssa Davalos, amerikansk skådespelare
- 1964 – Todd Rippon, nyzeeländsk skådespelare
- 1971 − Idina Menzel, amerikansk skådespelare, sångare och låtskrivare
- 1976 – Magnus Norman, svensk tennisspelare
- 1978 – Ellen Bredefeldt, svensk skådespelare
- 1980
  - Margaret Dingeldein, amerikansk vattenpolospelare
  - Steven Gerrard, engelsk fotbollsspelare
- 1981
  - Devendra Banhart, amerikansk musiker
  - Gianmaria Bruni, italiensk racerförare
- 1984 – Alexander Sulzer, tysk ishockeyspelare

## Avlidna
- 1314 – Nils Kettilsson, svensk kyrkoman, biskop i Uppsala ärkestift sedan 1308
- 1431 – Jeanne d'Arc, 19, fransk bondflicka, härförare och helgon, även känd som Jungfrun av Orléans
- 1443 – Hans Laxmand, dansk kyrkoman, biskop i Lunds ärkestift sedan 1436
- 1574 – Karl IX, 23, kung av Frankrike sedan 1560
- 1640 – Peter Paul Rubens, 62, nederländsk målare
- 1655 – Kristian av Brandenburg-Bayreuth, 74, markgreve av Brandenburg-Bayreuth
- 1695 – Pierre Mignard, 82, fransk målare
- 1714 – Gottfried Arnold, 47, tysk författare
- 1744 – Alexander Pope, 56, brittisk författare och översättare
- 1770 – François Boucher, 66, fransk målare
- 1778 – Voltaire, 83, fransk författare, deist och upplysningsfilosof
- 1811 – Erik Waller, 78, svensk författare och biskop i Västerås stift
- 1817 – Tristram Dalton, 79, amerikansk politiker, senator för Massachusetts 1789–1791
- 1868 – Ernst Linder den äldre, 30, finländsk godsägare, kommunalman och tidningsman
- 1889 – Edward James Gay, 73, amerikansk demokratisk politiker, kongressledamot sedan 1885
- 1900 – Nils Fredrik Sander, 71, svensk poet, ledamot av Svenska Akademien sedan 1889
- 1907 – Carl Rupert Nyblom, 75, svensk litteratur- och konsthistoriker, professor i estetik vid Uppsala universitet, ledamot av Svenska Akademien sedan 1879
- 1912 – Wilbur Wright, 45, amerikansk flygpionjär
- 1924 – Knut Fredrik Söderwall, 82, professor i nordiska språk vid Lunds universitet, ledamot av Svenska Akademien sedan 1892
- 1934 – Waldemar Bülow, 70, svensk tidningsman, politiker och humorist
- 1940 – Kurt Björkvall, 36, svensk civil flygpionjär
- 1941 – John Forsell, 72,  svensk operasångare, operachef
- 1960 – Boris Pasternak, 70, rysk författare, tilldelad Nobelpriset i litteratur 1958
- 1961 – Rafael Trujillo, 69, dominikansk politiker, Dominikanska republikens diktator sedan 1930 (mördad)
- 1962 – Frank A. Barrett, 69, amerikansk republikansk politiker, guvernör i Wyoming 1951–1953 och senator för samma delstat 1953–1959
- 1964 – Leó Szilárd, 66, ungersk-amerikansk kärnfysiker och biolog
- 1967
  - Claude Rains, 77, brittisk skådespelare
  - Tekla Sjöblom, 88, svensk skådespelare
- 1970 – Edwin C. Johnson, 86, amerikansk demokratisk politiker, guvernör i Colorado 1933–1937 och 1955–1957 samt senator för samma delstat 1937–1955
- 1975 – Marie-Louise Sorbon, 61, svensk skådespelare
- 1979 – Gustaf Näsström, 80, svensk filosofie doktor, ordförande för Publicistklubben 1954–1955
- 1981 – Peter Lindgren, 65, svensk skådespelare
- 1989 – Claude Pepper, 88, amerikansk demokratisk politiker, senator för Florida 1936–1951
- 1990 – Egil Holmsen, 73, svensk regissör, manusförfattare, journalist, författare och skådespelare
- 1992 – Karl Carstens, 77, tysk politiker, Västtysklands förbundspresident 1979–1984
- 1993 – Sun Ra, 79, amerikansk musiker, organist och kompositör
- 1994 – Lennart Cedrup, 70, svensk journalist.
- 2004 – Bengt-Göran Broström, 56, svensk målare och skulptör i Västerås
- 2006 – Shohei Imamura, 79, japansk regissör
- 2008 – Boris Sjachlin, 76, sovjetisk gymnast
- 2009
  - Luís Cabral, 78, guinea-bissauisk politiker, Guinea-Bissaus president 1974–1980
  - Torsten Andersson, 82, svensk konstnär
  - Ephraim Katzir, 93, israelisk politiker, Israels president 1973–1978
  - Jaafar al-Nimeiry, 79, sudanesisk politiker, Sudans president 1969–1985
- 2011
  - Ricky Bruch, 64, svensk friidrottare och skådespelare
  - Rosalyn Yalow, 89, amerikansk fysiolog, mottagare av Nobelpriset i fysiologi eller medicin 1977
- 2012
  - Andrew Fielding Huxley, 94, brittisk fysiolog, mottagare av Nobelpriset i fysiologi eller medicin 1963
  - Johannes Johansson, 60, svensk tonsättare, kyrkomusiker och musikadministratör, rektor för Kungliga Musikhögskolan i Stockholm sedan 2006
  - Torsten Westman, 92, svensk arkitekt
- 2019 – Anthony Price, 90, brittisk thrillerförfattare
- 2021 – Lickå Sjöman, 73, svensk skådespelare